# توماس جيفرسون هدسون
توماس جيفرسون هدسون (بالإنجليزية: Thomas Jefferson Hudson)‏ هو محامي وسياسي أمريكي، ولد في 30 أكتوبر 1839، وتوفي في 4 يناير 1923 في ويتشيتا في الولايات المتحدة. حزبياً، نشط في حزب الشعب. وقد انتخب عضو مجلس نواب كنساس وانتخب عضو مجلس النواب الأمريكي.